# Франк Гайнріх

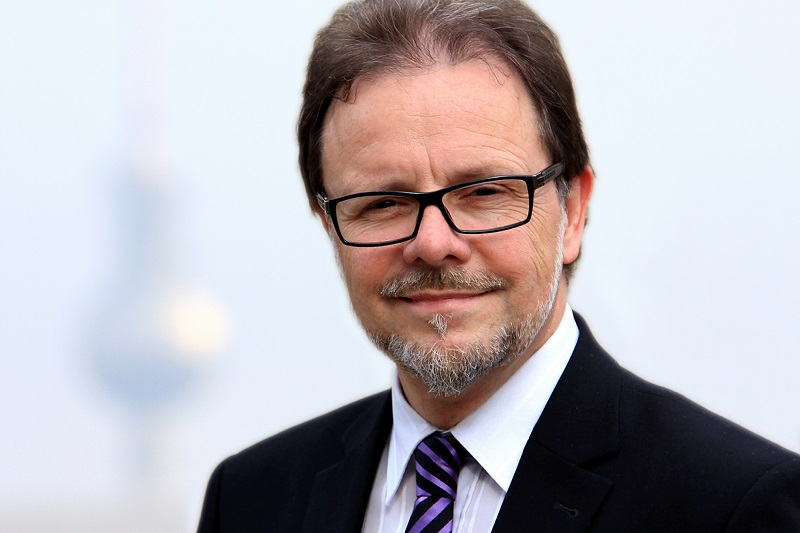
Франк Гайнріх (2015)

Франк Гайнріх (нім. Frank Heinrich; 25 січня 1964, Зіген) — німецький теолог, соціальний педагог і політичний діяч (ХДС). З 2009 року депутат Бундестагу від ХДС.

## Біографія
Франк Гайнріх народився в місті Зіген. У трирічному віці переїхав з родиною в південну Німеччину, де в літньому будинку працювали його батьки, а пізніше керували ним. Закінчив соціальну службу, провів один рік в Канаді будучи студентом теологічного факультету під час навчання на соціального педагога. Після став членом Армії Порятунку в Фрайбурзі-им-Брайсгау. До 1995 року очолював соціальну місіонерську службу (Die Insel і Die Spinnwebe) у Фрайбурзі як соціальний працівник. У 1997 році був призначений офіцером Армії Порятунку (пастор). З 1997 року і до свого висунення в Бундестаг в 2009 році він і його дружина очолювали корпус Армії Спасіння в Хемніці. Франк Хайнріх одружений з 1987 року і має чотирьох дітей.

## Політична діяльність
Під час свого перебування на посаді добровольця в Армії Спасіння, Френк Генріх був членом Екологічно-демократичної партії (EDP). На федеральних виборах 2002 року він балотувався незалежно від партії християн, лояльних до Біблії, не будучи членом. У 2007 році вступив до ХДС. На федеральних виборах 2009, 2013 і 2017 років був обраний представником округу Хемніц в Бундестазі. З листопада 2009 року був головою окружного об'єднання партії ХДС у Хемніці. В Бундестаге Франк Хайнрих занимает позиции члена фракции ХДС/ХСС, председателя от фракции ХДС/ХСС в комитете по правам человека и гуманитарной помощи, а также является членом комитета по труду и социальной политике. Кроме того, он является заместительным представителем в комитетах по экономическому сотрудничеству и развитию, по посредничеству и по международным делам.
Основна увага в політичній роботі Франка Хайнріха приділяється його виборчому округу Хемніц, а саме створення в ньому економічних партнерських відносин з Африкою і внутрішньої інфраструктури, поліпшення соціального і наукової сфер, федеральному фінансуванню. Франк Хайнріх також займається темами Африки, торгівлі людьми та релігійної свободи. Франк Хайнріх був один з небагатьох політиків Союзу (CDU / CSU), який проголосував в жовтні 2010 року проти продовження терміну служби німецьких атомних електростанцій. З літа 2012 року Франк Хайнріх і дванадцять інших членів федерального парламенту Союзу виступають за податкову рівність в рамках Закону про партнерство в області життя. З метою побудови економічних партнерських відносин між Хемніцем і африканськими країнами, Франк Хайнріх ініціював мережеву конференцію «Бізнес зустрічає Африку [Архівовано 17 травня 2021 у Wayback Machine.]» в червні 2014 року спільно з Торгово-промисловою палатою Хемніца, яка проводиться щорічно, отримує великий відгук. 13 березня 2021 року Франк Хайнріх балотувався на виборах до Бундестагу від Хемніцкого союзу, виступаючи проти Себастіана Лібольта і комунального політика Нори Зайтц. В результаті було віддано 70 голосів за Франка айнріха і 49 проти.

## Публікації
- Frank Heinrich / Uwe Heimowski: Frank und Frei. Warum ich für die Freiheit kämpfe. SCM Hänssler, Holzgerlingen 2017, ISBN 978-3-7751-5760-5.
- Frank Heinrich / Uwe Heimowski: Ich lebe! Ein Plädoyer für die Würde des Menschen. Neukirchener Verlagsgesellschaft, Neukirchen-Vluyn 2016, ISBN 978-3-7615-6301-4.
- Frank Heinrich / Uwe Heimowski: Der verdrängte Skandal. Menschenhandel in Deutschland. Brendow Verlag, Moers 2016, ISBN 978-3-86506-894-1.
- Frank Heinrich (mit Uwe Heimowski): Mission: Verantwortung. Von der Heilsarmee in den Bundestag. Neufeld Verlag, Schwarzenfeld 2013, ISBN 978-3-86256-039-4.
- Frank Heinrich: Lieben, was das Zeug hält: Wie Gott unser Herz verändert. Neufeld Verlag, Schwarzenfeld 2009, ISBN 978-3-937896-83-0.